# 3901 Nanjingdaxue
3901 Nanjingdaxue è un asteroide della fascia principale del diametro medio di circa 20,53 km. Scoperto nel 1958, presenta un'orbita caratterizzata da un semiasse maggiore pari a 2,6261146 UA e da un'eccentricità di 0,2768696, inclinata di 12,82300° rispetto all'eclittica.